# 吉云禅寺塔
吉云禅寺塔，又名青龙雁塔，俗称青龙塔，位于上海市青浦区白鹤镇青龙村的青龙寺旁的塔院内，是一座八角七级的楼阁式砖塔。该塔始建于唐代长庆年间（821－824年），初名隆福寺塔。在宋朝、元朝、明朝时均有修缮。清朝康熙年间被赐名为吉云禅寺塔。此后该塔在火灾和兵乱中损毁了全部木质构件，1956年时被台风吹倒了塔刹。1962年和1982年，吉云禅寺塔先后两次被列为上海市文物保护单位。现为全国重点保护文物青龙镇遗址的组成部分。

## 历史
吉云禅寺塔始建于唐代长庆年间（821－824年），因其当时建于隆福寺中，而被称为隆福寺塔。该塔于在北宋庆历年间（1041-1048年）重建。元代大德三年（1299年）时，宣慰使任仁发捐款修塔，这次修塔工程因故中途停工，后续工作于致和元年（1328年）由其儿子任贤德主持完成。至正三年（1343年）时，任仁发的孙子任士质再次出资修缮该塔。在宋朝和元朝时期，该塔一度成为船只进入青龙港的航标，直至南宋末年青龙江淤塞，该塔遂失去航标功能。明朝崇祯十七年（1644年），该塔曾经更换塔刹。清朝康熙五十四年（1798年），清圣祖玄烨南巡时赐名隆福寺为“吉云禅寺”，该塔遂得名为吉云禅寺塔。因该塔所在寺庙多次易名，后人遂以寺庙的所在地青龙镇之名俗称该寺为“青龙寺”，该塔遂被称为“青龙塔”，亦被称为“青龙雁塔”。嘉庆三年（1798年），吉云禅寺塔遭受火灾。咸丰十年（1860年）时，吉云禅寺塔在兵乱中再次受损，以至于木质构件大部分损毁，木梯也几乎全部腐朽，塔心木下坠，仅余砖木塔身和铁制塔刹。:77
中华人民共和国成立后，1956年，吉云禅寺塔遭受台风侵袭，塔刹被吹倒。1962年，吉云禅寺塔被列为上海市文物保护单位，1982年被重新公布为上海市文物保护单位。1991年10月，吉云禅寺塔的塔身在勘察测定中被发现朝北偏东44°方向倾斜2°50′。上海市文物管理委员会随即组织纠偏工作。该工作于1992年4月完成。:549

## 结构
吉云禅寺塔位于上海市青浦区白鹤镇青龙村的青龙寺胖的塔院内，为七级砖木结构楼阁式塔，平面呈八角形。原高约41.5米，现残高29.9米。该塔的底层内没有塔梯，如需登塔须从塔外的围廊登楼。二层及以上的塔身内原均有塔梯。每层塔身外侧每隔一面开有一门，共计四座门，开门方向逐层转换。门外原有平座、栏杆，腰檐，现早已损毁，塔顶的塔刹也早已无存，仅存空筒式砖砌塔身。